# Calathotarsus
Genre
Calathotarsus est un genre d'araignées mygalomorphes de la famille des Migidae.

## Distribution
Les espèces de ce genre se rencontrent au Chili et en Argentine.

## Liste des espèces
Selon World Spider Catalog (version 25.5, 26/01/2025) :
- Calathotarsus coronatus Simon, 1903
- Calathotarsus fangioi Ferretti, Soresi, González & Arnedo, 2019
- Calathotarsus gigas Montenegro & Aguilera, 2024
- Calathotarsus pihuychen Goloboff, 1991
- Calathotarsus simoni Schiapelli & Gerschman, 1975

## Systématique et taxinomie
Ce genre a été décrit par Simon en 1903 dans les Aviculariidae.

## Publication originale
- Simon, 1903 : « Descriptions d'arachnides nouveaux. » Annales de la Société entomologique de Belgique, vol. 47, p. 21-39 (texte intégral).